# 독립신문 (2002년)
독립신문(獨立新聞)은 2002년 대한민국의 언론인 겸 보수주의운동가 신혜식에 의해 창간된 민간 언론이다.

## 역사
2002년 7월 8일 창간되었다. 신혜식은 안티 김대중 사이트를 운영하던 사람이다. 창간 초기에는 월간조선, 자유기업원 등의 협력으로 운영되었다.
2003년에는 재정난으로 일시적으로 운영을 중단하였다. 서울특별시 강남구 대치동에 소재한 김성광 목사의 강남교회 4층에 사무실을 두었으나 2015년에 폐간했다.

## 평가
최초의 상근 취재 시스템을 갖춘 보수 성향의 인터넷 신문으로 의미가 있으나 1인 체제에 의한 한계와 지나친 이념성 편집으로 영향력이 쇠퇴해 대표적 보수 매체로 성장하지는 못했다.